# Christoph Helwig junior

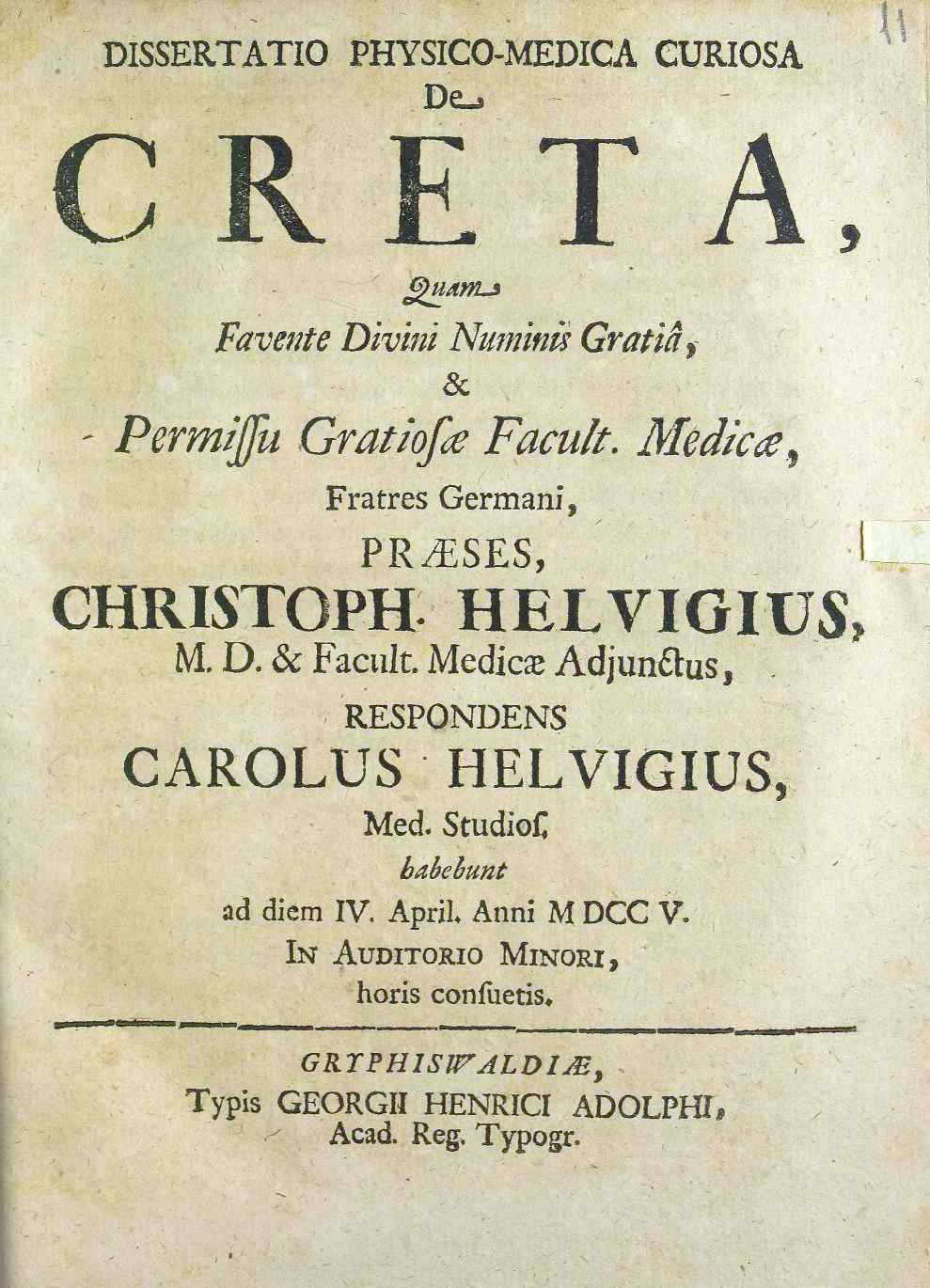
De creta, 1705

Christoph Helwig jun. (* 21. Dezember 1679 in Greifswald; † 16. Juli 1714 ebenda) war ein deutscher Professor der Medizin.

## Leben
Er war der Sohn des Professors der Medizin Christoph Helwig (1642–1690) und dessen Ehefrau Anna Regina, der Tochter des Greifswalder Professors Johann Heune. Der spätere Greifswalder Jurist Joachim Andreas Helwig (1677–1736) war sein Bruder.
Nach anfänglichem Privatunterricht besuchte er die Stadtschule in Greifswald. 1697 wurde er an der Universität Greifswald immatrikuliert und studierte zuerst Theologie; nach dem frühen Tod seines älteren Bruders jedoch Medizin. Nach dem Besuch von Wittenberg, Leipzig und Halle, zog er nach Jena, wo er bei Georg Wolfgang Wedel (1645–1721), einem alten Freund seines Vaters, studierte. Außerdem besuchte er Vorlesungen bei Johann Philipp Slevogt u. a. Mit einer Bildungsreise über verschiedene Fürstenhöfe kehrte er nach Greifswald zurück.
1703 disputierte Helwig unter Caspar March und erhielt die medizinische Doktorwürde. Drei Jahre darauf heiratete er Barbara Emerentia Gerdes (1682–1711), die Tochter des Juristen Friedrich Gerdes. 1707 erhielt Helwig eine medizinische Professur. Ein Jahr nach dem Tod seiner ersten Frau heiratete er Regina Emerentia Engelbrecht. Zwei Jahre später starb er im Alter von 34 Jahren. Er ist heute noch bekannt durch die von ihm verfassten Annalen der Medizinischen Fakultät 1456–1714.

## Werke
- De creta. Georg Heinrich Adolphi, Greifswald 1705 (Latein, beic.it).